# Licentia populandi
La licentia populandi era una concessione, del Regno di Sicilia, in favore dei baroni o feudatari consistente nel privilegio di popolare un feudo.
La licenza conteneva il privilegium aedificandi ossia il permesso di cominciare la costruzione del borgo, che spesso avveniva in luogo di una preesistente residenza feudale, castello o baglio.
La licenza poteva essere concessa dal Re o dai Viceré ai baroni, sia come riconoscimento per i servigi resi alla corona, sia, più frequentemente, dietro il pagamento alla tesoreria Regia generale di Sicilia.
Molti piccoli e medio grandi centri siciliani sorsero nel XVI secolo, ma soprattutto nel XVII secolo, con questa modalità, tra cui: Acquaviva Platani, Aliminusa, Barrafranca, Campobello di Licata, Campobello di Mazara, Campofelice di Roccella, Casteltermini, Capaci, Cattolica, Cerda, Cinisi, Delia, Francavilla, Grisì, Grotte, Leonforte, Mazzarino, Montaperto, Niscemi, Paceco, Palma di Montechiaro, Piedimonte Etneo, Raffadali, Riesi, Santa Elisabetta, San Cataldo (Italia), Sperlinga, Valguarnera Caropepe, Valledolmo, Villarosa, Villasmundo, Vittoria.
Pare che l’ultima licentia populandi fu concessa nel 1807 da Ferdinando III al Marchese di Castel Lentini, Tommaso Gargallo, che ritenendo che la vera ricchezza del feudo di Priolo (poi Priolo Gargallo) fosse nella coltivazione della terra costruì una chiesetta e quaranta case con una piazzetta di forma ottagonale: la piazza dei Quattro Canti.

## La colonizzazione del secolo XVII in Sicilia
In Sicilia nel 1610 il governo concesse ai baroni la facoltà di fondare nuovi centri abitati non già nelle terre demaniali, bensì nei feudi in loro possesso.
Nei Parlamenti ordinari del 12 luglio 1618 e del 21 luglio 1621, va segnalata la scelta di favorire l'attività di colonizzazione interna mediante la concessione di licentiae populandi a quei vecchi e recenti signori che intendevano edificare nei loro feudi rurali nuovi centri abitati per la messa a coltura granaria di terreni incolti o a pascolo per favorire il riequilibrio tra produzione ed esportazione cerealicola.
La programmazione urbanistica del territorio agricolo siciliano trasse origine dall'esplosione demografica, in Sicilia da 550.000 anime del censimento del 1505 si era passati 1.020.792 del censimento del 1583. 
Per continuare ad essere il granaio di sempre, non potendo o volendo introdurre nuovi sistemi produttivi come l'irrigazione o la trasformazioni delle rotazioni agrarie tradizionali, bisognava mettere a coltura quanta più terra incolta possibile, per raddoppiare la produzione di grano.
Il barone che ne chiedeva l'autorizzazione otteneva il privilegio di esercitare la signoria feudale sul nuovo centro fondato e di governare la popolazione vassalla con il "potere del mero e misto impero". In più gli veniva concesso il "privilegio di entrare nel parlamento" con relativa acquisizione di un seggio nel Braccio baronale, anche se già ne faceva parte.
Alla licenza di fondare nuovi comuni faceva seguito una qualifica più elevata della gerarchia nobiliare.
Vi fu una corsa generale alla richiesta di licentie populandi. Molti centri divennero comuni per aver raggiunto il minimo richiesto di 80 famiglie residenti.
A seguito di questa nuova colonizzazione non si instaurò in nessuna parte la servitù della gleba; i vassalli potevano andarsene come e quando volevano, ma il mero e misto impero faceva di lui il governatore perpetuo del territorio, secondo la forma dei Privilegi e dei Capitoli del Regno, e gli dava il potere di istituirvi il castellano, il segreto, il cappellano, il giudice, i giurati e gli altri ufficiali come le altre terre, poteva imporre e percepire e riscuotere tutti i diritti delle gabelle, la dogana, il baiulato, l'arrendamentolo zagato e qualunque altro diritto erano soliti i baroni nelle altre terre. 
Il barone del nuovo centro abitato non impone le condizioni che vuole, e poiché ha la necessità, al fine di elevare il nuovo centro a comune, di favorire l'immigrazione volontaria di nuovi abitanti nel nuovo centro che a sue spese ha fondato, egli deve favorire occasioni di lavoro e di vita più vantaggiose di quelle esistenti nei paesi vicini, garantisce la moratoria dei debiti, la donazione della casa ove abitare e in vari luoghi la non perseguibilità dei delitti commessi nei paesi di vecchia residenza. Con i primi abitanti, contratta gli statuti regolanti i loro modi di partecipazione alla vita comunitaria locale, la casa e la terra data in enfiteusi.
Le terre rimanenti nelle disponibilità del barone successivamente alla fondazione del nuovo centro, erano sempre concesse con contratti precari come il terraggio la compartecipazione, la metateria ai contadini o a grossi gabellotti non coltivatori che la subconcedevano ai contadini.
I rapporti tra concessionario e concedente erano di tipo capitalistico o protocapitalistico e non più di tipo feudale.
La messa a coltura di vaste superfici agrarie per centinaia di migliaia di ettari prima incolte ebbero conseguenze sul piano ecologico e ambientale e socio politico.
Nelle terre destinate al nuovo popolamento si procedette ai necessari dissodamenti agrari, la distruzione del bosco provocò dappertutto un dissesto idrogeologico, cui si accompagnò l'impoverimento del corso dei fiumi.
La popolazione feudale divenne più numerosa di quella demaniale.
La concessione della licenza populandi fu anche cessione di porzione del potere statale, concorrendo ad accrescere l'autonomia del ceto baronale siciliano a danno dello Stato spagnolo.